# Eragisa indiscats
Eragisa indiscats är en fjärilsart som beskrevs av Paul Dognin. Eragisa indiscats ingår i släktet Eragisa och familjen tandspinnare. Inga underarter finns listade i Catalogue of Life.